# Ķuļciems
Ķuļciems är en ort i Lettland.   Den ligger i kommunen Talsu novads, i den västra delen av landet, 70 km nordväst om huvudstaden Riga. Ķuļciems ligger 6 meter över havet och antalet invånare är 320.
Terrängen runt Ķuļciems är platt. Runt Ķuļciems är det glesbefolkat, med 8 invånare per kvadratkilometer. Närmaste större samhälle är Mērsrags, 9,5 km nordost om Ķuļciems. Omgivningarna runt Ķuļciems är en mosaik av jordbruksmark och naturlig växtlighet.